# Сентервілл (Мічиган)
Сентервілл (англ. Centreville) — селище (англ. village) в США, в окрузі Сент-Джозеф штату Мічиган. Населення — 1319 осіб (2020).

## Географія
Сентервілл розташований за координатами 41°55′15″ пн. ш. 85°31′33″ зх. д. / 41.92083° пн. ш. 85.52583° зх. д. (41.920778, -85.525938).  За даними Бюро перепису населення США в 2010 році селище мало площу 3,87 км², з яких 3,85 км² — суходіл та 0,02 км² — водойми.

## Демографія
Згідно з переписом 2010 року, у селищі мешкало 1425 осіб у 459 домогосподарствах у складі 320 родин. Густота населення становила 369 осіб/км².  Було 526 помешкань (136/км²).
Расовий склад населення:
| - 93,7 % — білих - 2,9 % — чорних або афроамериканців - 0,4 % — азіатів - 0,1 % — корінних американців |

До двох чи більше рас належало 2,6 %. Частка іспаномовних становила 1,5 % від усіх жителів.
За віковим діапазоном населення розподілялося таким чином: 23,6 % — особи молодші 18 років, 61,3 % — особи у віці 18—64 років, 15,1 % — особи у віці 65 років та старші. Медіана віку мешканця становила 36,5 року. На 100 осіб жіночої статі у селищі припадало 102,1 чоловіків;  на 100 жінок у віці від 18 років та старших — 100,2 чоловіків також старших 18 років.
Середній дохід на одне домашнє господарство  становив 50 343 долари США (медіана — 42 885), а середній дохід на одну сім'ю — 58 997 доларів (медіана — 50 655). Медіана доходів становила 40 476 доларів для чоловіків та 24 946 доларів для жінок. За межею бідності перебувало 14,2 % осіб, у тому числі 12,2 % дітей у віці до 18 років та 11,8 % осіб у віці 65 років та старших.
Цивільне працевлаштоване населення становило 690 осіб. Основні галузі зайнятості: виробництво — 31,9 %, освіта, охорона здоров'я та соціальна допомога — 26,7 %, роздрібна торгівля — 10,7 %, публічна адміністрація — 6,2 %.